# Qaraağaclı
Qaraağaclı, Qırmızı Samux (?-2018) är en ort i Azerbajdzjan.   Den ligger i distriktet Samux Rayonu, i den nordvästra delen av landet, 300 km väster om huvudstaden Baku. Qırmızı Samux ligger 99 meter över havet och antalet invånare är 2 319.
Terrängen runt Qırmızı Samux är platt åt sydväst, men åt nordost är den kuperad. Närmaste större samhälle är Kür, 16,7 km väster om Qırmızı Samux.
Trakten runt Qırmızı Samux består i huvudsak av gräsmarker. Runt Qırmızı Samux är det ganska tätbefolkat, med 52 invånare per kvadratkilometer.